# Ligdami di Siracusa
Ligdami di Siracusa (in greco antico: Λύγδαμης?, Lygdamis; Siracusa, ... – ...; fl. VII secolo a.C.) è stato un atleta greco antico, il primo ad aver vinto nel pancrazio durante la 33ª Olimpiade del 648 a.C..

## Biografia
Ligdami partecipò alle Olimpiadi nel 648 a.C. e vinse nella categoria del pancrazio; secondo Pausania il Periegeta era simile fisicamente ad Ercole, che non sudasse mai, poiché avrebbe posseduto delle ossa prive del midollo osseo. Dopo la sua morte, i Siracusani eressero una tomba in suo onore all'interno delle latomie e una statua.